# درو داربي
درو داربي هو محامي وسياسي أمريكي، ولد في 22 فبراير 1947 في سان أنجيلو في الولايات المتحدة. نشط حزبياً في الحزب الجمهوري. وقد انتخب عضو مجلس نواب تكساس ‏.